# Liste der Baudenkmäler in Tittmoning
Auf dieser Seite sind die Baudenkmäler in der oberbayerischen Stadt Tittmoning zusammengestellt. Diese Tabelle ist eine Teilliste der Liste der Baudenkmäler in Bayern. Grundlage ist die Bayerische Denkmalliste, die auf Basis des Bayerischen Denkmalschutzgesetzes vom 1. Oktober 1973 erstmals erstellt wurde und seither durch das Bayerische Landesamt für Denkmalpflege geführt wird. Die folgenden Angaben ersetzen nicht die rechtsverbindliche Auskunft der Denkmalschutzbehörde.

## Ensembles

### Ensemble Altstadt Tittmoning
Das Ensemble umfasst die Stadtanlage innerhalb der Befestigung des 14. und 15. Jahrhunderts und den darin einbezogenen Burgkomplex südwestlich über der Stadt, außerdem im Nordosten die vorgelagerte Häuserzeile am Gerberberg und die im Flussuferniveau liegenden Häuser der Wasservorstadt. Tittmoning, hat sein historisch gewachsenes Stadtbild wie kaum eine andere ostbayerische Stadt bewahrt und störende Neubauten im Altstadtbereich vermieden. Das Ensemble Stadt Tittmoning zählt zu den bedeutendsten in Oberbayern. Aktennummer: E-1-89-152-1.

## Baudenkmäler nach Ortsteilen

### Tittmoning
| Lage                                                                        | Objekt                                                                    | Beschreibung | Akten-Nr.      | Bild |
| --------------------------------------------------------------------------- | ------------------------------------------------------------------------- | --- | -------------- | --- |
| Am Bahnhof 1 (Standort)                                                     | Bahnhof                                                                   | Ehemaliges Bahnhofsgebäude, zweigeschossig, in unverputztem Bruchsteinmauerwerk, mit Krüppelwalmdach, um 1894. | D-1-89-152-2   | Bahnhof |
| Augustinerstraße 1 (Standort)                                               | Wohnhaus                                                                  | dreigeschossiger giebelständiger Bau mit flachem Satteldach, 18./19. Jahrhundert. | D-1-89-152-4   | Wohnhaus |
| Augustinerstraße 2 a, 2 b (Standort)                                        | Wohnhaus                                                                  | Wohnhaus, dreigeschossiger giebelständiger Bau mit flachem Satteldach, 19. Jahrhundert. | D-1-89-152-5   | Wohnhaus |
| Augustinerstraße 3 (Standort)                                               | Wohnhaus                                                                  | im Kern 18./19. Jahrhundert, straßenseitig aufgestockt, mit Holzbalkon am zweiten Obergeschoss. | D-1-89-152-6   | Wohnhaus |
| Augustinerstraße 5 (Standort)                                               | Sommerhaus des ehemaligen Augustiner-Eremitenklosters                     | vormals Stadtmauerturm (Bürgerturm), im 18. Jahrhundert um- und ausgebaut; Teile der Hof- und Gartenmauer des Klosters an der Augustinerstraße, 17./18. Jahrhundert. | D-1-89-152-288 | Sommerhaus des ehemaligen Augustiner-Eremitenklosters |
| Augustinerstraße 6, 7, Schulstraße 7 (Standort)                             | Augustiner-Eremitenkloster                                                | Ehemaliges Augustiner-Eremitenkloster; Klostergebäude, zweiflügeliger, dreigeschossiger Putzbau mit Walmdach, erbaut 1681–86; Ostteil (Augustinerstraße 6) jetzt Kindergarten und Haus des Gastes; Westteil (Schulstraße 7) im 19. Jahrhundert abgeteilt, zwischenzeitliche Nutzung als Fronfeste, jetzt Wohnnutzung; Allerheiligenkirche (Augustinerstraße 7), ehemalige Klosterkirche der Augustiner-Eremiten, hochbarocker Saalbau mit Halbwalmdach, unverputzter Tuffsteinturm mit Zwiebelhaube und Laterne, 1681–83; mit Ausstattung; rückwärtiger Garten mit Einfriedungsmauer. | D-1-89-152-8   | weitere Bilder |
| Augustinerstraße 8 a, 8 b, 8 c (Standort)                                   | Wohnhaus                                                                  | dreigeschossiger giebelständiger Satteldachbau, zweistöckiger Kastenerker über getreppten Konsolen ansetzend, im Kern wohl noch letztes Viertel 17. Jahrhundert, Fassadengliederung um 1900. | D-1-89-152-10  | weitere Bilder |
| Augustinerstraße 11 (Standort)                                              | Wohnhaus                                                                  | dreigeschossiges Eckhaus mit Vorschussmauer und barockisierender Putzgliederung, im Kern 18./19. Jahrhundert, 1996–98 erneuert. | D-1-89-152-11  | Wohnhaus |
| Burghauser Straße 1 (Standort)                                              | Ehemaliges Geschäfts- und Wohnhaus                                        | stattlicher zweigeschossiger Putzbau, frei stehend, mit stichbogigen Tür- und Fensteröffnungen, bezeichnet mit dem Jahr 1844, wenig später nach Osten verlängert, westlicher Magazinanbau von 1854, Renovierung bezeichnet mit dem Jahr 1934; Wandnische mit unterlebensgroßem Kruzifix, wohl 18. Jahrhundert. | D-1-89-152-23  | weitere Bilder |
| Entenstraße (Standort)                                                      | Brunnen                                                                   | Rotmarmorbecken, wohl noch 18. Jahrhundert; gegenüber von Haus Nr. 14. | D-1-89-152-31  | Brunnen |
| Entenstraße 13 a, 13 b (Standort)                                           | Wohnhaus                                                                  | dreigeschossig mit Vorschussmauer, im Kern 18./19. Jahrhundert, Fassade um 1982 erneuert. | D-1-89-152-26  | Wohnhaus |
| Entenstraße 15 a, 15 b, 15 c, 15 d (Standort)                               | Wohnhaus                                                                  | dreigeschossig mit Vorschussmauer, im Kern wohl noch 18. Jahrhundert, Fassade um 1982 reduziert. | D-1-89-152-27  | Wohnhaus |
| Entenstraße 16 (Standort)                                                   | Ehemaliges Bäckeranwesen                                                  | stattliches dreigeschossiges Eckhaus mit Empire-Stuckfassade, Vorschussmauer und Grabendach, Rotmarmorportal bezeichnet mit dem Jahr 1816, Sanierung und Umbau 1994/95. | D-1-89-152-28  | weitere Bilder |
| Entenstraße 17 (Standort)                                                   | Wohnhaus                                                                  | dreigeschossig mit Vorschussmauer, 18. Jahrhundert, Fassadengliederung um 1900. | D-1-89-152-29  | Wohnhaus |
| Entenstraße 18 (Standort)                                                   | Wohnhaus                                                                  | dreigeschossig mit Vorschussmauer und Eckquaderung, um 1900. | D-1-89-152-30  | Wohnhaus |
| Entenstraße 21 (Standort)                                                   | Wohnhaus                                                                  | dreigeschossiger Satteldachbau mit abgetreppter Vorschussmauer, im Kern 17./18., Mitte 19. Jahrhundert erneuert. | D-1-89-152-269 | Wohnhaus |
| Gabelsbergerstraße (im Gartengrundstück nördlich von Haus Nr. 4) (Standort) | Salettl, sog. „Pagodenhaus“                                               | zierlicher Mansarddachbau, außen verbrettert, mit Spuren originaler Bemalung, innen verputzt, mit allegorischem Deckengemälde, zweite Hälfte 18. Jahrhundert. | D-1-89-152-270 | [[Vorlage:Bilderwunsch/code!/C:48.06181,12.76913!/D:Gabelsbergerstraße (im Gartengrundstück nördlich von Haus Nr. 4), Salettl, sog. „Pagodenhaus“!/\|BW]] |
| Gabelsbergerstraße 2, 3 (Standort)                                          | Mühle                                                                     | zweiteiliger Baukörper, zweigeschossig, mit vorkragenden Satteldächern; nördlicher Wohnteil im Kern 16./17. Jahrhundert, im 19. Jahrhundert überformt; südlicher Mühlteil mit Anbau, 19. Jahrhundert. | D-1-89-152-33  | BW |
| Gerberberg (Standort)                                                       | Kapelle im ehemaligen Pestfriedhof                                        | 1891 erbaut; nördlich der Stadt auf der Angerwiese. | D-1-89-152-274 | weitere Bilder |
| Gerberberg 1 (Standort)                                                     | Wohnhaus                                                                  | bestehend aus drei Satteldachhäusern, zweigeschossig, erste Hälfte 19. Jahrhundert, im Kern wohl Mitte 18. Jahrhundert; Wandfresko an der Südseite, bezeichnet mit dem Jahr 1759, renoviert 1977. | D-1-89-152-34  | weitere Bilder |
| Gerberberg 2 (Standort)                                                     | Wohnhaus                                                                  | zweigeschossig mit Flachsatteldach, Mitte 19. Jahrhundert; über dem Eingang Stuckrelief. | D-1-89-152-12  | BW |
| Gerberberg 3 (Standort)                                                     | Wohnhaus                                                                  | zweigeschossig mit vorkragendem Satteldach, im Giebelfeld bezeichnet mit dem Jahr 1730. | D-1-89-152-35  | weitere Bilder |
| Gerberberg 4 (Standort)                                                     | Wohnhaus                                                                  | zweigeschossig mit vorkragendem Satteldach, 18. Jahrhundert, klassizistische Fensterumrahmungen um 1820. | D-1-89-152-36  | weitere Bilder |
| Gerberberg 5 (Standort)                                                     | Ehemaliges Gerberhaus                                                     | Wohnteil mit aufgesetztem zweigeschossigem Trockenspeicher, angebaut Speicherbau, beide Bauteile wohl um 1820/30, mit älterem Kern, wohl 17./18. Jahrhundert. | D-1-89-152-37  | weitere Bilder |
| Gerberberg 12 a, 12 b (Standort)                                            | Wohnhaus                                                                  | zweigeschossig mit Satteldach, 18./19. Jahrhundert. | D-1-89-152-39  | BW |
| Gerberberg 13 (Standort)                                                    | Wohnhaus                                                                  | zweigeschossig mit Satteldach, Mitte 19. Jahrhundert. | D-1-89-152-40  | weitere Bilder |
| Gerberberg 14 a, 14 b, 15 (Standort)                                        | Wohnhaus                                                                  | zweigeschossig mit Halbwalmdach, bezeichnet mit dem Jahr 1815, im Kern älter. | D-1-89-152-41  | weitere Bilder |
| Gerberberg 16 (Standort)                                                    |                                                                           | Katholische Kapelle St. Sebastian, neubarock, 1891 erbaut; mit Ausstattung des Vorgängerbaus. | D-1-89-152-42  | weitere Bilder |
| Hartlgasse 1 (Standort)                                                     | Wohnhaus                                                                  | dreigeschossig mit Vorschussmauer, im Kern 17./18. Jahrhundert, Fassade Ende 19. Jahrhundert; Schwibbogen zum benachbarten Haus Stadtplatz 47. | D-1-89-152-43  | weitere Bilder |
| Hartlgasse 2 (Standort)                                                     | Wohnhaus                                                                  | dreigeschossig mit straßenseitig abgewalmtem Flachsatteldach, im Kern wohl noch 17./18. Jahrhundert, Fassade um 1920/30 erneuert. | D-1-89-152-44  | weitere Bilder |
| Hartlgasse 3 (Standort)                                                     | Wohnhaus                                                                  | dreigeschossig mit Vorschussmauer und Satteldach, im Kern wohl noch 18. Jahrhundert, Fassade Ende 19. Jahrhundert. | D-1-89-152-45  | weitere Bilder |
| Hartlgasse 4 (Standort)                                                     | Wohnhaus                                                                  | mit zweistöckigem Bodenerker, frühes 19. Jahrhundert, im Kern älter, 1965 erneuert. | D-1-89-152-46  | weitere Bilder |
| Hartlgasse 5, 5 a (Standort)                                                | Gemauerter Speicher                                                       | zweigeschossig mit steilem Walmdach, wohl 17./18. Jahrhundert; rückwärts an die Stadtmauer angebaut. | D-1-89-152-47  | weitere Bilder |
| Laufener Straße 4 (Standort)                                                | Postamt                                                                   | zweigeschossiger Bau in verschlämmtem Ziegelmauerwerk mit steilem Walmdach, im Heimatstil, mit angesetzter Einfriedungsmauer aus Tuffstein, von Robert Vorhoelzer und Sigmund Schreiber, um 1928. | D-1-89-152-49  | Postamt |
| Laufener Straße 22 (Standort)                                               | Bauernhaus                                                                | als Einfirstbau errichtet Ende 19. Jahrhundert, ausgebaut mit mittigem Quergiebel, bezeichnet mit dem Jahr 1907, und insgesamt historisierend überformt. | D-1-89-152-50  | weitere Bilder |
| Lindenweg 5 (Standort)                                                      | Ehemaliges Bruderhaus                                                     | zweigeschossiger Putzbau mit Flachsatteldach, im Kern wohl noch 18. Jahrhundert; an der Fassade eingemauerter Rotmarmor-Inschriftstein von 1521, Gedenkstein zur Gründung des Bruderhauses durch den Tittmoninger Stadtrichter Sigmund Schönbucher. | D-1-89-152-51  | Ehemaliges Bruderhaus |
| Lindenweg 6 (Standort)                                                      | Kapelle des ehemaligen Krankenhauses                                      | erbaut 1924; mit Ausstattung. | D-1-89-152-52  | Kapelle des ehemaligen Krankenhauses |
| Lutzengasse 1 (Standort)                                                    | Wohnhaus                                                                  | viergeschossig mit Vorschussmauer, im Kern 17./18. Jahrhundert, Fassade und Dach um 1980 verändert. | D-1-89-152-53  | Wohnhaus |
| Lutzengasse 2 (Standort)                                                    | Wohnhaus                                                                  | dreigeschossig mit Flachsatteldach, im Kern 17./18. Jahrhundert. | D-1-89-152-54  | Wohnhaus |
| Lutzengasse 3 (Standort)                                                    | Wohnhaus                                                                  | dreigeschossig mit Grabendach und rundbogiger Einfahrt, im Kern 17./18. Jahrhundert. | D-1-89-152-55  | Wohnhaus |
| Lutzengasse 4 (Standort)                                                    | Wohnhaus                                                                  | dreigeschossig mit Vorschussmauer und zweistöckigem Bodenerker, erstes Viertel 20. Jahrhundert; Rotmarmorbrunnen, wohl noch 18. Jahrhundert | D-1-89-152-56  | BW |
| Lutzengasse 6 (Standort)                                                    | Wohnhaus                                                                  | ehemaliges Brauhaus, zweigeschossig mit Speicher und Grabendach, Fletz mit Stichkappentonne und eingebauter Säule, 16. Jahrhundert, Fassade um 1975/80 verändert; vor dem Eingang Rotmarmorstufen. | D-1-89-152-57  | Wohnhaus |
| Mühlenstraße 1 (Standort)                                                   | Wohnhaus                                                                  | ehemalige Mühle, stattlicher zweigeschossiger Bau mit Kastenerker am Dachgeschoss ansetzend, im Kern wohl noch 18. Jahrhundert, um 1900 ausgebaut und überformt. | D-1-89-152-58  | BW |
| Mühlenstraße 4 (Standort)                                                   | Wohnhaus                                                                  | frei stehend, zweigeschossig mit Kniestock, Satteldach und Giebelzinne, im Kern 18. Jahrhundert. | D-1-89-152-59  | BW |
| Mühlenstraße 5 (Standort)                                                   | Wohnhaus                                                                  | stattlicher Putzbau mit geschweiftem Giebel, wohl noch 18. Jahrhundert. | D-1-89-152-60  | Wohnhaus |
| Mühlenstraße 6 a, 6 b (Standort)                                            | Wohnhaus                                                                  | zweigeschossiger Satteldachbau mit Außentreppe, im Kern 18./19. Jahrhundert. | D-1-89-152-61  | Wohnhaus |
| Mühlenstraße 7 (Standort)                                                   | Ehemaliges Speichergebäude                                                | unverputzter Tuffsteinbau mit Walmdach, 18. /19. Jahrhundert. | D-1-89-152-62  | Ehemaliges Speichergebäude |
| Mühlenstraße 8 (Standort)                                                   | Wohnhaus                                                                  | zweigeschossig mit geschweiftem Giebel, frühes 19. Jahrhundert, im Kern wohl älter, durchgreifend renoviert 1979/80. | D-1-89-152-63  | Wohnhaus |
| Mühlenstraße 12 (Standort)                                                  | Wohnhaus                                                                  | zweigeschossig mit Kniestock und Walmdach, wohl erste Hälfte 19. Jahrhundert; angebauter Stadel mit Krüppelwalmdach, wohl gleichzeitig. | D-1-89-152-64  | Wohnhaus |
| Mühlenstraße 13 (Standort)                                                  | Drechslerei Hummel                                                        | lang gestreckter zweigeschossiger Bau mit Walmdach, im Kern 18./19. Jahrhundert. | D-1-89-152-65  | Drechslerei Hummel |
| Mühlenstraße 16 (Standort)                                                  | Mühlgebäude                                                               | zweigeschossiger giebelständiger Putzbau mit Satteldach, im Giebelfeld bezeichnet mit dem Jahr 1729 und 1837, quer angebaut Kunstmühle, ausgefachter Fachwerkbau, zweite Hälfte 19. Jahrhundert. Geburtshaus des Schriftstellers Ludwig Leitl (1883–1931), damals nach dem Beitzer Gstattenbauer-Mühle genannt. Leitls Mutter war eine geborene Gstattenbauer. | D-1-89-152-66  | weitere Bilder |
| Stadtplatz 1 (Standort)                                                     | Rathaus                                                                   | stattliches dreigeschossiges Grabendachhaus mit Dachreiter, im Kern spätes 16. Jahrhundert, Barockfassade von 1711, Durchgang zum quadratischen Innenhof tonnengewölbt; zugehörig dreigeschossiges Rückgebäude mit Grabendach, 17./18. Jahrhundert. | D-1-89-152-68  | weitere Bilder |
| Stadtplatz 2 a, 2 b (Standort)                                              | Ehemaliges Amtsgericht                                                    | stattlicher dreigeschossiger Eckbau zu acht Obergeschossachsen, aus zwei Gebäudeteilen mit gemeinsamer klassizistischer Fassade und flachem Walmdach, im Kern teilweise noch mittelalterlich, wohl 13./14. Jahrhundert, sonst spätes 16. Jahrhundert und 19. Jahrhundert, hofseitig am 1. Obergeschoss Arkadengang; bei Stadtplatz 2 b große Durchfahrt, bei Stadtplatz 2 a rückwärts zum Garagenhof hohe Tuffsteinmauer, 18. Jahrhundert. | D-1-89-152-69  | weitere Bilder |
| Stadtplatz 3 (Standort)                                                     | Eckhaus                                                                   | dreigeschossig mit Vorschussmauer und Satteldach, im Kern wohl noch 17. Jahrhundert, Ladeneinbau Ende 19. Jahrhundert; rückwärts zum Garagenhof hohe Tuffsteinmauer, 18. Jahrhundert. | D-1-89-152-70  | weitere Bilder |
| Stadtplatz 4 a, 4 b (Standort)                                              | Eckhaus                                                                   | dreigeschossig mit Vorschussmauer und Satteldach, im Kern von 1674, 1967 umgebaut und Fassade verändert. | D-1-89-152-71  | weitere Bilder |
| Stadtplatz (Standort)                                                       | Ehemalige Pferdeschwemme und Wasserreserve                                | Becken in Form eines Vierpasses, 1888 neu angelegt. | D-1-89-152-118 | weitere Bilder |
| Stadtplatz (Standort)                                                       | Obelisk                                                                   | errichtet zum Gedenken an die Gefallenen des Krieges von 1870/71, von Georg Lehrberger, 1881. | D-1-89-152-122 | Obelisk |
| Stadtplatz (Standort)                                                       | Storchenbrunnen                                                           | 1906 aus älteren Brunnenteilen neu gestaltet, Brunnenpfeiler bez. 1627, metallene Storchenfigur 17. Jh. | D-1-89-152-272 | weitere Bilder |
| Stadtplatz (Standort)                                                       | Brunnen                                                                   | neugotisch, von Georg Lehrberger, 1873. | D-1-89-152-121 | weitere Bilder |
| Stadtplatz (Standort)                                                       | Florianbrunnen                                                            | lebensgroße Steinfigur des hl. Florian, bezeichnet mit dem Jahr 1706, am Pfeiler gusseiserne Schilde mit bayerischem Wappen und Büste des Prinzregenten Luitpold, 1902 hinzugefügt, achteckiges Brunnenbecken von 1902, renoviert 1960 und 1999. | D-1-89-152-117 | weitere Bilder |
| Stadtplatz (Standort)                                                       | Immaculata-Säule                                                          | barocke lebensgroße Marienfigur, von Johann Georg Itzlfeldner, 1758, Einfassung mit geschmiedetem Gitter. | D-1-89-152-119 | weitere Bilder |
| Stadtplatz (Standort)                                                       | Johann-Nepomuk-Säule                                                      | barocke lebensgroße Figur, am Pfeiler bezeichnet mit dem Jahr 1717, auf dem Stadtplatz aufgestellt 1850, inschriftlicher Hinweis am Sockel auf Renovierungen 1850, 1888 und 1929. | D-1-89-152-120 | weitere Bilder |
| Stadtplatz 5 (Standort)                                                     | Wohnhaus                                                                  | dreigeschossig mit Vorschussmauer und Satteldach, im Kern wohl noch letztes Viertel 17. Jahrhundert, Ende 19. Jahrhundert überformt. | D-1-89-152-72  | weitere Bilder |
| Stadtplatz 6 a (Standort)                                                   | Grabendachhaus                                                            | dreigeschossig mit Vorschussmauer und tonnengewölbtem Fletz, im Kern 17. Jahrhundert, Fassade Ende 19. Jahrhundert, nach 1960 umgestaltet. | D-1-89-152-73  | weitere Bilder |
| Stadtplatz 6 b (Standort)                                                   | Grabendachhaus                                                            | dreigeschossig mit Vorschussmauer, im Kern wohl 17. Jahrhundert, frühere Durchfahrt mit Kreuzgratgewölben, Gebäude 1961 umgestaltet. | D-1-89-152-74  | weitere Bilder |
| Stadtplatz 7 a (Standort)                                                   | Grabendachhaus                                                            | dreigeschossig mit Vorschussmauer, im Kern 17./18. Jahrhundert, Fassade Ende 19. Jahrhundert. | D-1-89-152-75  | weitere Bilder |
| Stadtplatz 7 b (Standort)                                                   | Wohnhaus                                                                  | dreigeschossig mit Vorschussmauer, im Kern 17./18. Jahrhundert, Fassade Mitte 20. Jahrhundert umgestaltet. | D-1-89-152-76  | weitere Bilder |
| Stadtplatz 8 (Standort)                                                     | Wohnhaus                                                                  | dreigeschossig mit Vorschussmauer und Grabendach, profilierte Eingangsöffnung mit angesetztem Stützpfeiler, im Kern wohl noch letztes Viertel 17. Jahrhundert, Fassade mit genuteten Ecklisenen, Mitte 20. Jahrhundert erneuert. | D-1-89-152-77  | weitere Bilder |
| Stadtplatz 9 a, 9 b (Standort)                                              | Wohnhaus                                                                  | dreigeschossiger traufständiger Satteldachbau mit tonnengewölbter Durchfahrt, im Kern noch 16. Jahrhundert, sonst nach Brand von 1856, Fassade um 1982 erneuert. | D-1-89-152-78  | weitere Bilder |
| Stadtplatz 10, 11 (Standort)                                                | Wohn- und Geschäftshaus                                                   | lang gestreckter traufständiger Putzbau, dreigeschossig zu zehn Obergeschossachsen, 1902 aus der Zusammenziehung dreier nach dem Stadtbrand von 1856 erbauter Häuser entstanden, Fassadengliederung von 1912, schmiedeeisernes Dachgitter mit Wetterfahnen, bezeichnet mit dem Jahr 1795 und 1902; zugehörig gemauerter Stadel an der Stadtmauer, mit Satteldach, wohl erste Hälfte 19. Jahrhundert, und Hinterhaus mit Gewölben im Erdgeschoss, 19. Jahrhundert. | D-1-89-152-79  | weitere Bilder |
| Stadtplatz 12 (Standort)                                                    | Stadt-Apotheke                                                            | viergeschossiger traufständiger Satteldachbau, erbaut nach dem Stadtbrand von 1856, im Kern 17./18. Jahrhundert. | D-1-89-152-80  | Stadt-Apotheke |
| Stadtplatz 20 (Standort)                                                    | Salzburger Tor                                                            | beidseitig eingebauter fünfgeschossiger Torturm, stadtseitig Holzgalerie und barocker Giebel mit zwei Glocken, im Kern wohl noch 15. Jahrhundert, sonst barock und nach 1856. | D-1-89-152-81  | weitere Bilder |
| Stadtplatz 23 (Standort)                                                    | Wohnhaus                                                                  | schmaler viergeschossiger Bau, im Kern wohl 16./17. Jahrhundert; im 2. Obergeschoss Stuckdecke mit figürlichen Reliefs, frühes 18. Jahrhundert. | D-1-89-152-271 | weitere Bilder |
| Stadtplatz 24 (Standort)                                                    | Wohnhaus                                                                  | dreigeschossiger giebelständiger Satteldachbau, erste Hälfte 18. Jahrhundert. | D-1-89-152-82  | weitere Bilder |
| Stadtplatz 25 (Standort)                                                    | Eckhaus                                                                   | dreigeschossiger giebelständiger Satteldachbau, im Kern wohl noch 18. Jahrhundert, sonst 19. Jahrhundert. | D-1-89-152-83  | weitere Bilder |
| Stadtplatz 27 (Standort)                                                    | Wohnhaus                                                                  | dreigeschossig mit Vorschussmauer und Satteldach, im Kern wohl noch 18. Jahrhundert, Fassade zweite Hälfte 19. Jahrhundert. | D-1-89-152-84  | Wohnhaus |
| Stadtplatz 28 (Standort)                                                    | Wohnhaus                                                                  | dreigeschossiger giebelständiger Satteldachbau, rundbogiger Hauseingang, im Kern 17./18. Jahrhundert, Fassade im dritten Viertel des 20. Jahrhunderts erneuert. | D-1-89-152-85  | weitere Bilder |
| Stadtplatz 29 (Standort)                                                    | Wohnhaus                                                                  | dreigeschossiger giebelständiger Satteldachbau, im Giebelfeld stichbogige Aufzugsöffnung, im Kern 17. Jahrhundert, im 19. Jahrhundert und nach 1980 verändert. | D-1-89-152-86  | weitere Bilder |
| Stadtplatz 30 (Standort)                                                    | Wohnhaus                                                                  | dreigeschossig mit Vorschussmauer, im Kern wohl noch letztes Viertel 17. Jahrhundert, Fassade um 1970/80 erneuert. | D-1-89-152-87  | weitere Bilder |
| Stadtplatz 31 (Standort)                                                    | Wohnhaus                                                                  | viergeschossig, mit Vorschussmauer, im Kern wohl noch 18. Jahrhundert, Fassade spätes 19. Jahrhundert. | D-1-89-152-88  | weitere Bilder |
| Stadtplatz 32 (Standort)                                                    | Wohnhaus                                                                  | dreigeschossig mit Vorschussmauer, im Kern wohl noch 18. Jahrhundert, Fassade um 1970/80 verändert. | D-1-89-152-89  | weitere Bilder |
| Stadtplatz 33 (Standort)                                                    | Wohnhaus                                                                  | viergeschossig mit Vorschussmauer, im Kern wohl noch 17. /18. Jahrhundert, Fassade um 1970/80 verändert; ehemaliges zugehöriges Salettl (sog. Pagodenhaus) siehe Gabelsbergerstraße. | D-1-89-152-90  | weitere Bilder |
| Stadtplatz 34 (Standort)                                                    | Eckhaus                                                                   | stattlicher dreigeschossiger Putzbau mit Vorschussmauer, im Kern 17./18. Jahrhundert, Fassade Mitte 20. Jahrhundert erneuert. | D-1-89-152-91  | weitere Bilder |
| Stadtplatz 35 (Standort)                                                    | Braugasthof mit Stadtsaal                                                 | stattliches dreigeschossiges Eckhaus mit Grabendach, im Kern 18. Jahrhundert, Fassade Mitte 20. Jahrhundert, Gesamtkomplex 1999–2001 erneuert. | D-1-89-152-92  | weitere Bilder |
| Stadtplatz 36, 37 a, 37 c (Standort)                                        | Wohnhaus                                                                  | dreigeschossig mit Vorschussmauer, im Kern wohl noch letztes Viertel 17. Jahrhundert, Fassade um 1970/80 erneuert. | D-1-89-152-93  | weitere Bilder |
| Stadtplatz 37 b, 37 d (Standort)                                            | Wohnhaus                                                                  | dreigeschossig mit Vorschussmauer, im Kern 17./18. Jahrhundert. | D-1-89-152-94  | weitere Bilder |
| Stadtplatz 38 (Standort)                                                    | Wohnhaus (ehemalige Buchhandlung Pustet)                                  | dreigeschossig mit Vorschussmauer und Grabendach, rückwärtig zwei gemauerte Giebel, gewölbte Flure, zweiteiliger Keller mit Tonnengewölbe, im Kern wohl 16./17. Jahrhundert, Bodenerker 1912/13, Fassade um 1970/80 erneuert. | D-1-89-152-95  | weitere Bilder |
| Stadtplatz 39 (Standort)                                                    | Nobles dreigeschossiges Wohnhaus                                          | Eckhaus mit Vorschussmauer und Grabendach, fünfseitiger Erker über Kragsteinen, an der Wägnergasse Nebeneingang mit Rotmarmorgewände, im Kern wohl noch 16./17. Jahrhundert, reiche Stuckfassade um 1760/70, nach alten Formen um 1980 erneuert; Rückgebäude siehe Wägnergasse 3. | D-1-89-152-96  | weitere Bilder |
| Stadtplatz 40 (Standort)                                                    | Ehemaliges gräfl. Kuenburgisches Palais                                   | stattliches dreigeschossiges Eckhaus mit Vorschussmauer und Grabendach, im Kern 16./17. Jahrhundert über mittelalterlichem Keller mit Kreuzrippengewölbe, hofseitig zweigeschossige Arkaden mit Rotmarmorstützen, Fassade stuckiert um 1770/80, Erdgeschosszone Mitte 20. Jahrhundert verändert. | D-1-89-152-97  | weitere Bilder |
| Stadtplatz 41 (Standort)                                                    | Ehemaliger Gasthof                                                        | stattliches dreigeschossiges Eckhaus mit Vorschussmauer und Grabendach, im Kern 17./18. Jahrhundert. | D-1-89-152-98  | weitere Bilder |
| Stadtplatz 42 (Standort)                                                    | Gasthof Post                                                              | Stattliches dreigeschossiges Eckhaus mit Vorschussmauer, im Kern zwei Häuser des 16./17. Jahrhunderts, südliches Anfang 18. Jahrhundert ausgebaut, beide Ende 19. Jahrhundert zusammengefasst, Fassade von 1897-1900; geschmiedeter Ausleger, Mitte 18. Jahrhundert. | D-1-89-152-99  | weitere Bilder |
| Stadtplatz 43 (Standort)                                                    | Kuratenhaus                                                               | dreigeschossiges Eckhaus mit flachem Risalit, im Kern wohl 17./18. Jahrhundert, sonst von 18971900, mit Fassadengliederung in gleicher Art wie Haus Nr. 42. | D-1-89-152-100 | weitere Bilder |
| Stadtplatz 44 (Standort)                                                    | Gasthof                                                                   | dreigeschossiges Eckhaus mit Vorschussmauer, im Kern wohl noch 17./18. Jahrhundert, Fassade um 1900 und Mitte 20. Jahrhundert erneuert; zugehörig dreigeschossiges Rückgebäude, wohl noch 18. Jahrhundert. | D-1-89-152-101 | weitere Bilder |
| Stadtplatz 45 (Standort)                                                    | Wohnhaus mit Bäckerei                                                     | stattlicher dreigeschossiger Bau mit Vorschussmauer, Fassade mit dreieckigen Fensterverdachungen, spätes 19. Jahrhundert, im Kern jedoch älter. | D-1-89-152-102 | weitere Bilder |
| Stadtplatz 46 (Standort)                                                    | Wohnhaus                                                                  | dreigeschossiges Eckhaus, im Kern 17./18. Jahrhundert, Fassade mit segmentbogig überdachten Fensterumrahmungen, spätes 19. Jahrhundert. | D-1-89-152-103 | weitere Bilder |
| Stadtplatz 47 (Standort)                                                    | Wohn- und Geschäftshaus                                                   | dreigeschossig mit Vorschussmauer und Grabendach, östlicher Gebäudeteil im Kern wohl noch 17. Jahrhundert, Fassade mit stuckierten Fensterumrahmungen um 1770, westlicher Gebäudeteil mit zweigeschossigem Kastenerker im Kern 17. Jahrhundert, neubarocke Fensterumrahmungen Anfang 20. Jahrhundert. | D-1-89-152-104 | weitere Bilder |
| Stadtplatz 48 (Standort)                                                    | Wohn- und Geschäftshaus                                                   | stattliches viergeschossiges Eckhaus mit Vorschussmauer und Grabendach, im Kern 17./18. Jahrhundert, westlicher Teil über mittelalterlichem Keller mit Kreuzrippengewölbe, wohl 14. Jahrhundert, Fassade 19. Jahrhundert. | D-1-89-152-105 | weitere Bilder |
| Stadtplatz 49 (Standort)                                                    | Wohnhaus                                                                  | viergeschossig mit Vorschussgiebel und zwei zweistöckigen Erkern, im Kern 17. Jahrhundert, ausgebaut zweite Hälfte 19. Jahrhundert, Fassade um 1970/80 erneuert. | D-1-89-152-106 | weitere Bilder |
| Stadtplatz 50 (Standort)                                                    | Wohnhaus                                                                  | dreigeschossig mit Vorschussmauer und Giebelzinne, im Kern 17./18. Jahrhundert, Fassade Mitte 20. Jahrhundert vereinfacht. | D-1-89-152-107 | weitere Bilder |
| Stadtplatz 51 (Standort)                                                    | Stadtbefestigung                                                          | Die Stadtmauer besteht aus unverputztem Tuffquadermauerwerk; sie wurde in der Mitte des 13. Jahrhunderts begonnen und seit etwa 1420 verstärkt ausgebaut. Zwei Tortürme, das Burghauser Tor und das Salzburger Tor, sind in den Bering eingefügt. 1816 wurden sie teilweise abgetragen und baulich verändert. Der Schleindlturm wurde 1872 gänzlich beseitigt. In den städtischen Bering sind auch die Wehrmauern der Burg miteinbezogen. Der Verlauf der Stadtmauer ist auf weite Strecken hin noch gut ablesbar, die einzige einschneidende Fehlstelle befindet sich um die Schule im Bereich des früheren Stadtwalls an der Südwestflanke der Stadt (der erste Abbruch größerer Mauerpartien erfolgte 1875/76 beim Neubau der Knabenschule). Einige der Häuser an der Hartlgasse, der Lutzengasse, des Stadtplatzes und der Augustinerstraße sind selbst oder mit den Rückfronten ihrer Wirtschaftsgebäude an die Stadtmauer angebaut. | D-1-89-152-1   | Stadtbefestigung |
| Stadtplatz 52 (Standort)                                                    | Burghauser Tor                                                            | beidseitig eingebauter Torturm, stichbogige Durchfahrt, Aufbau dreigeschossig, im Kern 15. Jahrhundert, 1817 baulich verändert. | D-1-89-152-108 | weitere Bilder |
| Stadtplatz 52 (Standort)                                                    | Brücke über den Ponlachgraben                                             | aus Tuffstein, 19. Jahrhundert; vor Burghauser Straße 1. | D-1-89-152-24  | Brücke über den Ponlachgraben |
| Stadtplatz 55 (Standort)                                                    | Wohn- und Geschäftshaus                                                   | stattliches dreigeschossiges Eckhaus mit Vorschussmauer und Grabendach, am 1. Obergeschoss Kastenerker mit Pultdachabdeckung, im Kern 16./17. Jahrhundert, Innenausbau 18. Jahrhundert, Fassade bezeichnet mit dem Jahr 1838, Mitte 20. Jahrhundert erneuert. | D-1-89-152-109 | weitere Bilder |
| Stadtplatz 56 (Standort)                                                    | Wohnhaus                                                                  | dreigeschossig mit Vorschussmauer, Graben- und Flachwalmdach, zweistöckiger Kastenerker über zwei Nagelfluhsäulen ansetzend, im Kern 17. Jahrhundert. | D-1-89-152-110 | weitere Bilder |
| Stadtplatz 57, 57 d (Standort)                                              | Wohnhaus                                                                  | stattlicher dreigeschossiger Satteldachbau mit Vorschussmauer, in der Giebelzone stichbogige Aufzugsöffnung, hofseitig angesetzter Abortturm und Holzbalkone, im Kern 17. Jahrhundert, Fassade um 1980 erneuert. | D-1-89-152-111 | Wohnhaus |
| Stadtplatz 58 (Standort)                                                    | Gasthof Münchner Hof                                                      | stattliches dreigeschossiges Eckhaus mit Vorschussmauer und Grabendächern, tonnengewölbter Durchfahrt und hofseitigem Arkadengang, im Kern 16./17. Jahrhundert. | D-1-89-152-112 | weitere Bilder |
| Stadtplatz 59 (Standort)                                                    | Gasthaus Krieger Bräustüberl                                              | stattlicher dreigeschossiger Putzbau mit Vorschussmauer, im Kern 17./18. Jahrhundert. | D-1-89-152-113 | weitere Bilder |
| Stadtplatz 60 (Standort)                                                    | Brauerei Krieger                                                          | dreigeschossiger Putzbau mit Vorschussmauer, im Kern 17. Jahrhundert, nach Brand von 1904 neu gestaltet, Fassade bei Gesamtumbau 1983/84 erneuert. | D-1-89-152-114 | weitere Bilder |
| Stadtplatz 61 (Standort)                                                    | Wohnhaus                                                                  | stattlicher dreigeschossiger Putzbau mit Vorschussmauer, zweistöckiger Kastenerker über Nagelfluhstützen ansetzend, im Kern wohl letztes Viertel 17. Jahrhundert, nach Brand von 1904 neu gestaltet, Fassade um 1930 vereinfacht und bei Gesamtumbau 1983/84 erneuert. | D-1-89-152-115 | weitere Bilder |
| Stiftsgasse 2 (Standort)                                                    | Wohnhaus                                                                  | dreigeschossig mit Vorschussmauer und Satteldach, erste Hälfte 19. Jahrhundert, im Kern wohl noch 17./18. Jahrhundert. | D-1-89-152-124 | Wohnhaus |
| Stiftsgasse 3 (Standort)                                                    | Wohnhaus mit Gaststätte                                                   | stattlicher dreigeschossiger Bau, aus der Zusammenfügung dreier Bauten entstanden, der Mittelteil mit Dreiecksgiebel, im Kern wohl zum Teil noch 17. Jahrhundert, sonst 1786, Fassade um 1970/80 vereinfacht. | D-1-89-152-125 | Wohnhaus mit Gaststätte |
| Stiftsgasse 4 (Standort)                                                    | Stattlicher, zu den Gassen frei stehender Bau, ehemaliger Brauereigasthof | dreigeschossig mit Satteldach und Vorschussgiebel, an der Traufseite zur Entenstraße zweistöckiger Kastenerker, im Kern 16./17. Jahrhundert, Fassade Ende 19. Jahrhundert. | D-1-89-152-126 | Stattlicher, zu den Gassen frei stehender Bau, ehemaliger Brauereigasthof                                                                                 |
| Stiftsgasse 5 (Standort)                                                    | Kollegiatstiftskirche St. Laurentius                                      | Katholische Pfarr- und ehemalige Kollegiatstiftskirche St. Laurentius, unverputzter Tuffquaderbau mit Chor von 1410, Langhaus von 1514 mit 1672 ausgebautem Westturm, 1815–20 nach Brand erneuert; mit Ausstattung; gemauerte Einfriedung aus Tuffstein. | D-1-89-152-127 | weitere Bilder |
| Stiftsgasse 8 (Standort)                                                    | Kanonikushaus                                                             | stattlicher dreigeschossiger Putzbau mit Walmdach, frühbarock, erbaut 1634/35, Nagelfluhportal mit Sprenggiebel und vorgelegte zweiläufige Treppe; Gedenktafel für Bartholomäus Holzhauser (1640–1642), 19. Jahrhundert; seitlich barocke Tordurchfahrt mit geschweiftem Zeltdach; zugehörig gemauerte Einfriedung aus Tuffstein. | D-1-89-152-128 | Kanonikushaus |
| Stiftsgasse 9 (Standort)                                                    | Pfarrhaus                                                                 | klassizisierender Putzbau mit Flachwalmdach, erbaut 1881/82; im Pfarrgarten Hl.-Grab-Kapelle, Tuffsteinbau, Mitte 17. Jahrhundert; mit Ausstattung; östlich im Garten vor der Stadtmauer sog. Salettl, turmartiger Pavillon mit Freisitz und verschindeltem Helm. | D-1-89-152-3   | Pfarrhaus |
| Traunsteiner Straße 1, 2 (Standort)                                         | Friedhof                                                                  | 1816 angelegt und 1834 erweitert; ummauerte Anlage, zum Teil mit Gruftarkaden; Friedhofskapelle, von Lorenz Brändl, erbaut 1818–21; mit Ausstattung; Gruftkapelle der Familie Ritter von Koch-Sternfeld, Oktogon, gotisierend, 1867–69; gegeißelter Christus in der Leichenhalle, Marmorfigur, von Johann Georg Itzlfeldner, 1760. | D-1-89-152-48  | weitere Bilder |
| Wägnergasse 2 (Standort)                                                    | Wohnhaus                                                                  | dreigeschossig mit Vorschussmauer und Grabendach, seitlich stichbogige Aufzugsöffnung, im Kern 16./17. Jahrhundert; Wohnhaus des Rokokobildhauers Johann Georg Itzlfeldner (1704/05-1790). | D-1-89-152-129 | BW |
| Wägnergasse 3 (Standort)                                                    | Dreigeschossiger Bau mit Vorschussmauer                                   | im Kern 17./18. Jahrhundert; ehemals Rückgebäude zu Stadtplatz 39. | D-1-89-152-273 | BW |
| Wasservorstadt 20 a, 20 b, 20 c, 20 d, 20 e, 20 f (Standort)                | Wohnhaus                                                                  | bestehend aus zwei zusammengebauten giebelständigen Satteldachhäusern, dreigeschossig, im Kern wohl 17. Jahrhundert, Fassade mit zwei breiten Stuckornamentfriesen, ebensolchen Fensterumrahmungen und Eckquaderung verziert. | D-1-89-152-130 | Wohnhaus |
| Wasservorstadt 22 (Standort)                                                | Wohnhaus                                                                  | Stattliches dreigeschossiges Satteldachhaus mit großer Aufzugsöffnung im Giebelfeld, im Kern 17. Jahrhundert. | D-1-89-152-131 | weitere Bilder |
| Wasservorstadt 26 (Standort)                                                | Ehemaliger Gasthof                                                        | Stattlicher frei stehender, zweigeschossiger Putzbau mit Eckpilastern und Halbwalmdach, 18. Jahrhundert; geschnitzte Haustür, um 1800. | D-1-89-152-132 | weitere Bilder |

### Asten
| Lage                                       | Objekt                        | Beschreibung | Akten-Nr.      | Bild           |
| ------------------------------------------ | ----------------------------- | --- | -------------- | -------------- |
| Am Gangsteig 7 (Standort)                  | Pfarrhaus                     | spätklassizistischer Walmdachbau, zweigeschossig mit Mezzanin und Putzgliederung, 1880/81. | D-1-89-152-277 | Pfarrhaus      |
| Am Herrnsitz 1 (Standort)                  | Dreiseithof                   | Dreiseithof, um 1850; Wohnstallhaus (Nordflügel), zweigeschossiger Nagelfluhbau mit gewölbtem Rossstall; Stallstadel (Westflügel) mit gewölbtem Stall und Bundwerk an der Hofseite; Bundwerkstadel (Südflügel), bezeichnet mit dem Jahr 1847. | D-1-89-152-139 | BW             |
| Dorfstraße 2; Peterwinkler Holz (Standort) | Martersäule                   | wohl 16. Jahrhundert; nordwestlich der Kirche. | D-1-89-152-142 | BW             |
| Dorfstraße 9 (Standort)                    | Pfarrkirche Mariä Himmelfahrt | Katholische Pfarrkirche Mariä Himmelfahrt, spätgotischer Tuffquaderbau mit nicht eingezogenem Chor und Westturm, zweite Hälfte 15. Jahrhundert, Turmobergeschoss 1764, Vorhalle 1872; mit Ausstattung; Friedhofsummauerung, Tuffstein, 16./17. Jahrhundert; Kriegerdenkmal, von Richard Puchner, bezeichnet mit dem Jahr 1920, beim Eingang zum Friedhof. | D-1-89-152-140 | weitere Bilder |
| Dorfstraße 11 (Standort)                   | Ehemaliges Mesnerhaus         | jetzt Pfarrheim, stattlicher zweigeschossiger Walmdachbau, im Kern 18. Jahrhundert, 1980 erneuert. | D-1-89-152-141 | BW             |

### Bergham
| Lage                  | Objekt                                                  | Beschreibung | Akten-Nr.      | Bild           |
| --------------------- | ------------------------------------------------------- | --- | -------------- | -------------- |
| Bergham 3 (Standort)  | Kleinerer Bundwerkstadel des Vierseithofes (Westflügel) | an der Firstpfette bezeichnet mit dem Jahr 1864. | D-1-89-152-143 | BW             |
| Bergham 10 (Standort) | Dreiseithof; Wohnstallhaus (Südflügel)                  | zweigeschossig mit Kniestock und reicher Putzgliederung, bezeichnet mit dem Jahr 1911; Quertrakt und Stadel (Nordflügel) mit östlich angebautem Wohnteil, Ende 19. Jahrhundert, später überformt, mit Putzgliederung ähnlich dem Südtrakt. | D-1-89-152-280 | weitere Bilder |
| Bergham 10 (Standort) | Kapelle                                                 | bezeichnet mit dem Jahr 1954; am Nordrand des Weilers. | D-1-89-152-144 | Kapelle        |

### Burg
| Lage                                      | Objekt          | Beschreibung | Akten-Nr.     | Bild           |
| ----------------------------------------- | --------------- | --- | ------------- | -------------- |
| Burg 1, 2, 3, 4, 5, 6, 7, 8, 9 (Standort) | Burg Tittmoning | stark befestigte Anlage auf einem Höhensporn; Gebäudekomplex aus Tuffstein um unregelmäßigen Hof, rückseitig an hohen Bering angebaut, mit zwei Toren, Zwinger, Graben und Wehrmauern; 1234 erstmals erwähnt, als Grenzfeste des Erzstifts Salzburg ausgebaut, Baumaßnahmen im 14./15. Jahrhundert und 1553, Umgestaltung um 1614 zum bischöflichen Jagdschloss, 1805 Teilzerstörung durch Brand; seit 1851/52 größtenteils im Besitz der Stadt Tittmoning, jetzt Heimathaus des Rupertiwinkels; Gebäudeabfolge um den Hof von Nordosten aus im Gegenuhrzeigersinn: Torhaus, im Kern zum Teil noch mittelalterlich, sonst um 1614 bzw. nach dem Brand von 1805 (Burg 1); Rest des ehemaligen Fürstenstocks, im Kern spätgotisch um 1425/30, um 1614 überformt, nach dem Brand von 1805 ab 1812 erneuert (Burg 2); zwei zweigeschossige Wohnhäuser mit Satteldach, anstelle des ehemaligen Fürstenstocks um 1820 erbaut nach dem Brand von 1805 (Burg 3 und 4); der als Prälatenstock bezeichnete Teil des ehemaligen Fürstenstocks, im Kern wohl erste Hälfte 15. Jahrhundert, um 1614 überformt und der sog. Kavalierstock, jetzt Heimatmuseum, im Kern 14. Jahrhundert, im 17. Jahrhundert überformt (Burg 5); das Westtor und die südlich bis zum Getreidekasten verlaufende Ringmauer mit Wehrgang, 14. und 15. Jahrhundert, hofseitig davor ehemaliger Küchenstock, zweigeschossiger Bau, wohl 16. und 17. Jahrhundert (Burg 6); Getreidekasten, jetzt Teil des Heimatmuseums, erbaut um 1425/30 (Dachwerk 1427/28 dendro.dat.), mächtiger viergeschossiger Bau aus Tuffquadern, mit hohem Halbwalmdach (Burg 7); Katholische Schlosskapelle St. Michael, rechteckiger Saalbau mit gegliederter Hoffassade, erbaut 1693/94, mit Ausstattung (Burg 8); ehemalige fürstliche Küche, spätere Schlosswirtschaft, dreigeschossiger Trakt mit Pultdach, 17. Jahrhundert, auf mittelalterlicher Grundlage, Erneuerung nach dem Brand von 1805; zugehörig Schlossgarten und Stützmauer, wohl Anfang 17. Jahrhundert (Burg 9). | D-1-89-152-13 | weitere Bilder |

### Grassach
| Lage                      | Objekt                     | Beschreibung | Akten-Nr.      | Bild                       |
| ------------------------- | -------------------------- | --- | -------------- | -------------------------- |
| Bieringer Feld (Standort) | Bildstock                  | gemauert, errichtet 1893; an der Gemeindeverbindungsstraße von Grassach nach Diepling.                                                 | D-1-89-152-159 | BW                         |
| Grassach 7 (Standort)     | Sterntür am Bauernhaus     | erste Hälfte 19. Jahrhundert. | D-1-89-152-157 | BW                         |
| Grassach 11 (Standort)    | Bauernhaus Beim Jagerbauer | Wohnteil zweigeschossiger Blockbau mit Halbwalmdach und Hochlaube, bezeichnet mit dem Jahr 1693, Haustür bezeichnet mit dem Jahr 1828. | D-1-89-152-158 | Bauernhaus Beim Jagerbauer |

### Inzing
| Lage                 | Objekt                                  | Beschreibung | Akten-Nr.      | Bild |
| -------------------- | --------------------------------------- | --- | -------------- | ---- |
| Inzing 7 (Standort)  | kurzer Bundwerkstadel                   | mit Bemalung, zweite Hälfte 18. Jahrhundert; Nebengebäude mit Getreidekasten, 17./18. Jahrhundert. | D-1-89-152-179 | BW   |
| Inzing 10 (Standort) | Stuckierte Türeinfassung und -bekrönung | bezeichnet mit dem Jahr 1810, darüber Fresko in Stuckkartusche. | D-1-89-152-180 | BW   |
| Inzing 13 (Standort) | Getreidekasten                          | dreigeschossig, im Erdgeschoss gemauert, Obergeschosse in Blockbauweise, mit reich verziertem Kranz- und Türsturzbalken, bezeichnet mit dem Jahr 1688, gemauerter Überbau mit Nebenräumen und filigran geschnitzten Lauben, erbaut 1888. | D-1-89-152-181 | BW   |

### Kay
| Lage                             | Objekt                                    | Beschreibung | Akten-Nr.      | Bild           |
| -------------------------------- | ----------------------------------------- | --- | -------------- | -------------- |
| Ledermannfeld (Standort)         | Bildstock                                 | Tuffstein, bezeichnet mit dem Jahr 1782 (oder 1787?); südwestlich von Kay an der Straße nach Furtmühl und Salling.                                                                  | D-1-89-152-187 | Bildstock      |
| St.-Ulrich-Straße 2 a (Standort) | Wegkapelle                                | 18. Jahrhundert; mit Ausstattung; in der Nähe von Haus Nr. 15. | D-1-89-152-184 | Wegkapelle     |
| Waginger Straße 3 (Standort)     | Katholische Pfarrkirche St. Martin        | spätgotisch, 15. Jahrhundert, seitenschiffartiger Kapellenanbau 1695/96, spätbarocker Ausbau um 1780/90; mit Ausstattung; Friedhofsummauerung aus Tuffquadern, 16./17. Jahrhundert. | D-1-89-152-182 | weitere Bilder |
| Waginger Straße 10 (Standort)    | Querstadel (Westflügel) des Dreiseithofes | mit Bundwerkoberteil, Mitte 19. Jahrhundert. | D-1-89-152-186 | BW             |

### Kirchheim
| Lage                     | Objekt                                    | Beschreibung | Akten-Nr.      | Bild           |
| ------------------------ | ----------------------------------------- | --- | -------------- | -------------- |
| Kirchberg 3 a (Standort) | Brunnenhaus                               | 19. Jahrhundert; gegenüber von Haus Kirchberg 1. | D-1-89-152-192 | BW             |
| Kirchberg 6 (Standort)   | Katholische Filialkirche St. Georg        | einschiffiger Tuffquaderbau, spätgotisch, 15. Jahrhundert, Sakristeianbau 1853; mit Ausstattung; Friedhofsmauer (alter Teil, Süd- und Westseite) aus Tuffquadern, 16. Jahrhundert. | D-1-89-152-188 | weitere Bilder |
| Kirchberg 7 (Standort)   | Dreiseithof, Wohnstallhaus (Nordflügel)   | zweigeschossig mit Kniestock und Putzgliederung, bezeichnet mit dem Jahr 1851 und 1890, später ausgebaut und überformt, Traufseitlaube mit barocken Halbfiguren; Stallstadel (Südflügel) mit Gewölbe und Bundwerkteil, bezeichnet mit dem Jahr 1852; Querstadel mit Bundwerkoberteil, 1847; Zuhaus, kleiner Putzbau mit Schopfwalmdach, Mitte 19. Jahrhundert, nördlich vom Hof. | D-1-89-152-190 | weitere Bilder |
| Kirchberg 10 (Standort)  | Bauernhaus (Nordflügel des Dreiseithofes) | Wohnteil mit Putzgliederung, reich profilierten Pfettenköpfen und geschnitzter Haustür, bezeichnet mit dem Jahr 1855, Wirtschaftsteil mit reichem Bundwerk, Aussägearbeiten und zwei bemalten Heubodentüren, bezeichnet mit dem Jahr 1832. | D-1-89-152-191 | BW             |

### Lanzing
| Lage                 | Objekt                                       | Beschreibung | Akten-Nr.      | Bild           |
| -------------------- | -------------------------------------------- | --- | -------------- | -------------- |
| Lanzing (Standort)   | Wegkapelle                                   | um 1800; mit Ausstattung. | D-1-89-152-196 | BW             |
| Lanzing 1 (Standort) | Sägmühle                                     | ehemaliges Walzmühle; Hauptbau zweieinhalbgeschossig mit gewölbtem Stallteil, 1885 ausgebaut, angebauter Mühltrakt 1921.                | D-1-89-152-198 | BW             |
| Lanzing 4 (Standort) | Wohnstallhaus (Nordflügel des Vierseithofes) | dreigeschossig mit reicher Putzgliederung, um 1900, im Kern barock, wohl 17. Jahrhundert.                                               | D-1-89-152-279 | weitere Bilder |
| Lanzing 5 (Standort) | Katholische Filialkirche St. Peter und Paul  | spätgotischer Tuffquaderbau, Anfang 16. Jahrhundert, geweiht 1518; mit Ausstattung; Kirchhofummauerung, Tuffstein, 16./17. Jahrhundert. | D-1-89-152-195 | weitere Bilder |

### Mühlham
| Lage                  | Objekt                                                  | Beschreibung | Akten-Nr.      | Bild |
| --------------------- | ------------------------------------------------------- | --- | -------------- | ---- |
| Mühlham 6 (Standort)  | modern überbauter Getreidekasten                        | wohl 18. Jahrhundert. | D-1-89-152-212 | BW   |
| Mühlham 10 (Standort) | Einfirsthof                                             | Wohnteil mit Blockbau-Obergeschoss und Giebelbundwerk, zweite Hälfte 17. Jahrhundert. | D-1-89-152-213 | BW   |
| Mühlham 11 (Standort) | Wohnstallhaus (Nordflügel des ehemaligen Dreiseithofes) | Tuffsteinbau, teilweise verputzt und mit aufgemalter Quaderung, mit Giebelbild und bemalter Vordachuntersicht, am südlichen Türstock bezeichnet mit dem Jahr 1854, an der Firstpfette bezeichnet mit dem Jahr 1857, 1994/96 renoviert; zugehörig Getreidekasten, 19. Jahrhundert. | D-1-89-152-215 | BW   |
| Mühlham 12 (Standort) | Bauernhaus-Wohnteil                                     | mit Blockbau-Obergeschoss, reich verzierte Holzteile, 17. Jahrhundert. | D-1-89-152-214 | BW   |

### Törring
| Lage                                       | Objekt                           | Beschreibung | Akten-Nr.      | Bild |
| ------------------------------------------ | -------------------------------- | --- | -------------- | --- |
| Dorfplatz (Standort)                       | Brunnhauskapelle                 | dreiseitig in Arkaden geöffnet, erbaut 1815, renoviert 1893; mit Ausstattung.                                                                     | D-1-89-152-247 | BW |
| Dorfplatz 4 (Standort)                     | Getreidekasten                   | über gemauertem Erdgeschoss, wohl erstes Viertel 19. Jahrhundert.                                                                                 | D-1-89-152-243 | BW |
| Dorfplatz 19 (Standort)                    | Gasthof                          | Massivbau mit Walmdach und Stichbogenfenstern, Mitte 19. Jahrhundert.                                                                             | D-1-89-152-244 | BW |
| Dorfplatz 23 (Standort)                    | Katholische Pfarrkirche St. Veit | spätgotisch, gegen 1500 erbaut, Turm bezeichnet mit dem Jahr 1274 und 1775; mit Ausstattung; Friedhofsmauer aus Tuffquadern, 16./18. Jahrhundert. | D-1-89-152-245 | weitere Bilder                                                                                             |
| Dorfplatz 25 (Standort)                    | Katholisches Pfarrhaus           | gegliederter Putzbau mit Walmdach und schmiedeeisernen Fensterkörben, bezeichnet mit dem Jahr 1788.                                               | D-1-89-152-246 | Katholisches Pfarrhaus                                                                                     |
| Fridolfinger Straße (bei Nr. 4) (Standort) | Privatkapelle                    | 18. Jahrhundert, um 1900 neu eingerichtet; mit Ausstattung.                                                                                       | D-1-89-152-250 | [[Vorlage:Bilderwunsch/code!/C:48.00568,12.75057!/D:Fridolfinger Straße (bei Nr. 4), Privatkapelle!/\|BW]] |
| Graf-Törring-Straße 2 (Standort)           | Schmiede                         | zweigeschossiger Putzbau mit rundbogigen Öffnungen und Walmdach, erste Hälfte 19. Jahrhundert; mit Ausstattung.                                   | D-1-89-152-248 | BW |

### Weitere Ortsteile
| Lage                                                                          | Objekt                                                                          | Beschreibung | Akten-Nr.      | Bild                                                                  |
| ----------------------------------------------------------------------------- | ------------------------------------------------------------------------------- | --- | -------------- | --------------------------------------------------------------------- |
| Abtenham 5, 5 a (Standort)                                                    | Ehemaliges Bauernhaus                                                           | 1861 (bezeichnet an der Firstpfette) als Bundwerkstadel errichtet, 1928 Umbau zum Bauernhaus, Wirtschaftsteil in den 1990er Jahren zur Wohnnutzung umgestaltet. | D-1-89-152-134 | BW                                                                    |
| Abtenham 6 (Standort)                                                         | Bauernhaus (Nordflügel des Dreiseithofes)                                       | stattlicher zweieinhalbgeschossiger Nagelfluhbau mit aufgedoppelter Haustür und reichem Bundwerk am Wirtschaftsteil, an Firstpfette und hofseitigem Türstock bezeichnet mit dem Jahr 1846. | D-1-89-152-135 | BW                                                                    |
| Allmoning 4 (Standort)                                                        | Bundwerkstadel (Südflügel des Vierseithofes)                                    | erbaut 1837 (bezeichnet mit dem Jahr), hierher versetzt 1857, erweitert 1913; zugehörig eingeschossiger Getreidekasten, bezeichnet mit dem Jahr 1746, nördlich des Hofes frei aufgestellt. | D-1-89-152-136 | BW                                                                    |
| Allmoning 5 (Standort)                                                        | Stallstadel mit Bundwerk (Nordflügel des Dreiseithofes)                         | Mitte 19. Jahrhundert. | D-1-89-152-137 | BW                                                                    |
| Alterfing 2 (Standort)                                                        | Bundwerkstadel (Westflügel des Dreiseithofes)                                   | an der südlichen Giebelseite bezeichnet mit dem Jahr 1843, im Obergeschoss Getreidekasten. | D-1-89-152-138 | BW                                                                    |
| Biering 1 (Standort)                                                          | Vierseithof                                                                     | Wohnstallhaus (Nordflügel), Mitterstubentyp, mit Blockbau-Obergeschoss und zwei Lauben, im Kern Anfang 17. Jahrhundert, bezeichnet mit dem Jahr 1777; Gitterbundwerkstadel (Südflügel), bezeichnet mit dem Jahr 1847, von Zimmermeister Joseph Mitterhofer; Getreidekasten (Ostflügel), zweigeschossig, mit Zierformen und reicher Außenmalerei, zweimal bezeichnet mit dem Jahr 1769; Hoftore, erste Hälfte 19. Jahrhundert.                                                         | D-1-89-152-145 | BW                                                                    |
| Brunn 5 (Standort)                                                            | Stadel                                                                          | mit gemauertem Ostgiebel, Südflügel des nach einem Brand 1886 neu erbauten Vierseithofes. | D-1-89-152-146 | BW                                                                    |
| Brunn Astner Feld (Standort)                                                  | Wegkapelle                                                                      | erbaut 1886; nordöstlich von Brunn an der Straße. | D-1-89-152-147 | BW                                                                    |
| Dandlberg 3 (Standort)                                                        | Feldkapelle                                                                     | erbaut 1818 | D-1-89-152-148 | BW                                                                    |
| Deisenberg 1 a (Standort)                                                     | Westflügel des Vierseithofes                                                    | mit Durchfahrt und reichem Bundwerk, stirnseitig Getreidekasten im Obergeschoss, bezeichnet mit dem Jahr 1835. | D-1-89-152-149 | BW                                                                    |
| Enichham 2 (Standort)                                                         | Gitterbundwerkstadel des Vierseithofes (Südflügel)                              | bezeichnet mit dem Jahr 1860. | D-1-89-152-150 | BW                                                                    |
| Enzelsberg 3 (Standort)                                                       | Bundwerkstadel                                                                  | Südflügel des nach dem Brand von 1859 wieder aufgebauten Vierseithofes, Bundwerk an der Hofseite ab 1990 angebracht. | D-1-89-152-152 | BW                                                                    |
| Falting 2 (Standort)                                                          | Getreidekasten                                                                  | frei stehend, zweigeschossig, in altem Überbau, Obergeschoss mit seltener geschnitzter Türbekrönung, Ende 17. Jahrhundert. | D-1-89-152-153 | BW                                                                    |
| Froschham Kayer Feld (Standort)                                               | Hofkapelle                                                                      | mit eingezogenem Chor und Dachreiter, neuromanisch, bezeichnet mit dem Jahr 1876; mit Ausstattung. | D-1-89-152-154 | weitere Bilder                                                        |
| Furtmühl 1 (Standort)                                                         | Ehemaliges Bauernhaus mit Mühlbetrieb                                           | zweigeschossig mit Flachsatteldach, zweite Hälfte 19. Jahrhundert. | D-1-89-152-155 | BW                                                                    |
| Gramsam (Standort)                                                            | Kapelle                                                                         | erbaut 1913; mit Ausstattung; etwa 100 m nördlich des Ortes. | D-1-89-152-156 | BW                                                                    |
| Guggenberg 1 a (Standort)                                                     | Bauernhaus                                                                      | mit Blockbau-Obergeschoss und gemauertem Giebel, Ende 18. Jahrhundert; kleiner Getreidekasten, Obergeschoss-Blockbau, gleichzeitig. | D-1-89-152-160 | BW                                                                    |
| Guggenberg 2 (Standort)                                                       | Stallstadel des Dreiseithofes (Westflügel)                                      | mit Gitterbundwerk, Mitte 19. Jahrhundert. | D-1-89-152-161 | BW                                                                    |
| Gunzenberg 1 (Standort)                                                       | Getreidekasten                                                                  | dreigeschossig, bezeichnet mit dem Jahr 1826, mit modernem Überbau. | D-1-89-152-162 | BW                                                                    |
| Hainach 2 (Standort)                                                          | Bundwerkstadel                                                                  | 1851; Zuhaus, nördlich der Hofanlage, zweigeschossiger Tuffsteinbau, über der Tür bezeichnet mit dem Jahr 1884. | D-1-89-152-163 | BW                                                                    |
| Harmoning 8 (Standort)                                                        | Wohnteil des Bauernhauses                                                       | zweigeschossiger Tuffsteinbau mit Putzgliederung, im Kern 18. Jahrhundert, in der ersten Hälfte des 19. Jahrhunderts überformt; zugehörig frei stehender Getreidekasten, zweigeschossig, bezeichnet mit dem Jahr 1774; zugehörig Hofkapelle, 18. Jahrhundert, erneuert. | D-1-89-152-164 | BW                                                                    |
| Harmoning (Standort)                                                          | Hofkapelle                                                                      | 18. Jahrhundert; mit Ausstattung; zu Haus Nr. 14 gehörig. | D-1-89-152-166 | BW                                                                    |
| Hausmoning 3 (Standort)                                                       | Ehemaliger Stallstadel                                                          | mit Bundwerkoberteil (Ostflügel des Vierseithofes), zum Teil erneuert, auf Tontafel bezeichnet mit dem Jahr 1842; am Südflügel (moderner Stall) Bundwerk des Vorgängerbaus, um 1842; am Wohnhaus geschnitzter neugotischer Türstock mit Haustür, bezeichnet mit dem Jahr 1857. | D-1-89-152-167 | BW                                                                    |
| Hausmoning 5 (Standort)                                                       | Bundwerkstadel                                                                  | reich ornamentiert, mit Bemalung, nach 1840. | D-1-89-152-169 | BW                                                                    |
| Hirschreit Stadtfeld (Standort)                                               | Tuff-Bildstock                                                                  | mit Zinnen und spitz auslaufende Laterne, wohl erste Hälfte 16. Jahrhundert; etwa 200 m südlich von Hirschreit an der Straßenabzweigung nach Laufing. | D-1-89-152-278 | BW                                                                    |
| Hochhaus im Sonderfeld nähe Ollerding (Standort)                              | Bildstock                                                                       | spätgotischer, gefaster Schaft aus Tuffstein, wohl 16. Jahrhundert, Aufsatz modern; nördlich an der Hauptstraße, zu Hochhaus 1 gehörig. | D-1-89-152-170 | BW                                                                    |
| Hörzing 3 (Standort)                                                          | Stallstadel                                                                     | gemauertes Erdgeschoss mit gewölbtem Stall, Obergeschoss hofseitig und an östlicher Giebelseite mit Bundwerk, erste Hälfte 19. Jahrhundert. | D-1-89-152-283 | BW                                                                    |
| Hörzing Kirchheimer Feld (Standort)                                           | Bildstock                                                                       | 18. Jahrhundert; am nordöstlichen Ortsrand von Hörzing. | D-1-89-152-173 | BW                                                                    |
| Hof 1 (Standort)                                                              | Bauernhaus                                                                      | zweigeschossiger unverputzter Tuffquaderbau mit Kniestock und Satteldach, letztes Viertel 19. Jahrhundert, geschmiedeter Glockenständer bezeichnet mit dem Jahr 1878; Wohnteil 1982/83 um drei Achsen verkürzt. | D-1-89-152-176 | BW                                                                    |
| Hof 3 (Standort)                                                              | Katholische Filialkirche St. Nikolaus                                           | einschiffiger Tuffquaderbau, spätgotisch, um 1500, Turmgeschoss erneuert im 17./18. Jahrhundert; mit Ausstattung; Friedhofsmauer, unverputztes Tuffquadermauerwerk, teilweise wohl noch um 1500, sonst erste Hälfte 17. Jahrhundert. | D-1-89-152-174 | weitere Bilder                                                        |
| Holzen 1 (Standort)                                                           | Bildstock                                                                       | Mitte 18. Jahrhundert; beim Hof. | D-1-89-152-177 | BW                                                                    |
| Holzhausen 12 (Standort)                                                      | frei stehender dreigeschossiger Getreidekasten                                  | an oberster Tür und Bild bezeichnet mit dem Jahr 1824, in altem Überbau. | D-1-89-152-178 | BW                                                                    |
| Krötzing 1 (Standort)                                                         | Bundwerkstadel mit Flachsatteldach                                              | an der Firstpfette bezeichnet mit dem Jahr 1863. | D-1-89-152-194 | BW                                                                    |
| Krötzing Brunner Feld (Standort)                                              | Wegkapelle                                                                      | neugotisch, erbaut 1862; mit Ausstattung; zu Krötzing 1 gehörig. | D-1-89-152-193 | BW                                                                    |
| Lindach Siegertalfeld (Standort)                                              | Kleine Wegkapelle                                                               | mit Zeltdach, 19. Jahrhundert, am Verbindungsweg von Lindach nach Ollerding. | D-1-89-152-200 | BW                                                                    |
| Manetsberg 1 (Standort)                                                       | Tuff-Bildstock mit Laterne und Kreuz                                            | wohl zweite Hälfte 17. Jahrhundert; nördlich des Hofes an der Straßenabzweigung. | D-1-89-152-204 | BW                                                                    |
| Manetsberg 1 (Standort)                                                       | Wohnteil des ehemaligen Bauernhauses                                            | mit niedrigem Blockbau-Obergeschoss, zweite Hälfte 17. Jahrhundert. | D-1-89-152-203 | BW                                                                    |
| Meggenthal (Standort)                                                         | Kleine Kapelle                                                                  | 18./19. Jahrhundert; nördlich neben der Kirche. | D-1-89-152-207 | BW                                                                    |
| Meggenthal 2 (Standort)                                                       | Katholische Filialkirche St. Pankratius                                         | spätgotischer Tuffquaderbau, um 1470/80; mit Ausstattung; Kirchhofsmauer und Pforte (erneuert 1915) in Tuffquadern, im Kern 16. Jahrhundert. | D-1-89-152-205 | weitere Bilder                                                        |
| Meggenthal 3 (Standort)                                                       | Vierseithof                                                                     | Wohnstallhaus (Nordflügel), zweigeschossiger Putzbau mit Kniestock und Bundwerk über dem Stallteil, über der Tür und unter dem First bezeichnet mit dem Jahr 1850, innen neuzeitlich verändert; Stallstadel (Ostflügel), mit Bundwerk, südliche Giebelseite schiffsbugartig geknickt, um 1860; stattlicher Bundwerkstadel (Südflügel) Hütte mit Wagenremise (Westflügel), etwa zeitgleich; Zuhäusl, zweigeschossig mit Krüppelwalmdach, Mitte 19. Jahrhundert, östlich der Hofanlage. | D-1-89-152-206 | BW                                                                    |
| Moosburg 1 (Standort)                                                         | Wohnhaus des sog. Postguts                                                      | unverputzter Nagelfluhquaderbau, zweigeschossig mit Mansardwalmdach, 1821 erbaut. | D-1-89-152-208 | Wohnhaus des sog. Postguts                                            |
| Moosen Lohfeld (Standort)                                                     | Brechelbad                                                                      | 18. Jahrhundert; etwa 200 m nördlich des ehemaligen Vierseithofes Moosen 1. | D-1-89-152-284 | BW                                                                    |
| Moosen 1 (Standort)                                                           | Wohnstallhaus (Nordflügel des ehemaligen Vierseithofes)                         | Massivbau mit Putzzier und Steherker an der Ostseite, zweite Hälfte 19. Jahrhundert; Bundwerkstadel (Südflügel), 1861 erbaut, Teile des Bundwerks modern ergänzt. | D-1-89-152-210 | BW                                                                    |
| Mooswinkeln 1 (Standort)                                                      | Hakenhof                                                                        | Bauernhaus mit Blockbau-Obergeschoss, darin Reste der kleinen Fenster und Hochlaube, zweite Hälfte 17. Jahrhundert; malerischer, freistehender Getreidekasten mit altem Überbau, Mitte 18. Jahrhundert. | D-1-89-152-211 | BW                                                                    |
| Münichham 1 (Standort)                                                        | Bauernanwesen                                                                   | Wohnhaus mit Blockbau-Obergeschoss, wohl zweite Hälfte 18. Jahrhundert; Bundwerkstadel, bezeichnet mit dem Jahr 1848; Backhaus, um 1800. | D-1-89-152-216 | BW                                                                    |
| Murschall Murschaller Hausfeld (Standort)                                     | Kleine Feldkapelle                                                              | mit Halbwalm, erbaut um 1840. | D-1-89-152-218 | BW                                                                    |
| Niederham 1 (Standort)                                                        | Bildstock                                                                       | 19. Jahrhundert; zu Niederham, Haus Nr. 1 gehörig. | D-1-89-152-220 | BW                                                                    |
| Niederstockham 1 (Standort)                                                   | Bundwerkstadel (Südflügel des Vierseithofes)                                    | bezeichnet mit dem Jahr 1797, mit Bemalung an der östlichen Giebelseite; Stallstadel (Ostflügel) mit Bundwerk und Medaillonmalerei, bezeichnet mit dem Jahr 1797. | D-1-89-152-242 | BW                                                                    |
| Nonnreit In der Salzachleite; Salzachleite (Standort)                         | Kleines Steinkreuz                                                              | bezeichnet mit dem Jahr 1716; östlich von Nonnreit an einem Waldweg in den Salzachauen. | D-1-89-152-223 | BW                                                                    |
| Nonnreit (Standort)                                                           | Wegkapelle mit Apsis                                                            | erbaut 1837; mit Ausstattung; zu Haus Nr. 12 gehörig. | D-1-89-152-222 | BW                                                                    |
| Oberöd 1 (Standort)                                                           | Bundwerkstadel (Südflügel des Vierseithofes)                                    | mit bemaltem Torschmuck, bezeichnet mit dem Jahr 1841; neben dem Hof frei stehender, zweigeschossiger Getreidekasten mit Ausmalung im Inneren, über der oberen Tür bezeichnet mit dem Jahr 1682. | D-1-89-152-224 | BW                                                                    |
| Oberried 1 (Standort)                                                         | Hofkapelle                                                                      | 19. Jahrhundert. | D-1-89-152-225 | BW                                                                    |
| Ollerding 4 (Standort)                                                        | Schmaler, zweigeschossiger Getreidekasten (Südflügel des Dreiseithofes)         | 18. Jahrhundert. | D-1-89-152-226 | BW                                                                    |
| Peterwinkeln Galgenpoint (Standort)                                           | Bildstock                                                                       | gemauert; mit Zeltdach, wohl erstes Viertel 19. Jahrhundert; nördlich von Rothkampeln an der Landkreisgrenze. | D-1-89-152-229 | BW                                                                    |
| Peterwinkeln Peterwinkler Holz (Standort)                                     | Tuff-Bildstock                                                                  | mit Zinnen und Laterne, erste Hälfte 16. Jahrhundert; südöstlich von Peterwinkeln an der Straßenabzweigung; zu Peterwinkeln, Haus Nr. 3 gehörig. | D-1-89-152-228 | BW                                                                    |
| Ponlach Papst-Benedikt-XVI.-Weg 4, Grassacher-Ponlacher-Kirchenweg (Standort) | Katholische Filial- und Wallfahrtskirche Maria Brunn im Ponlach (Ponlachkirche) | barocker Zentralbau, Weihe 1717; mit Ausstattung; Stützmauer, Brunnennischen und Freitreppe, um 1717, rekonstruiert 1986; barocke Grottenanlagen, Treppen und Stützmauern nördlich der Kirche im Ponlachgraben, um 1717. | D-1-89-152-230 | weitere Bilder                                                        |
| Ponlach Ponlach 1 b (Standort)                                                | Arbeiterhaus mit Kleinstökonomie                                                | zweigeschossiger Putzbau mit Satteldach und nach Westen angebautem Stall, um 1900. | D-1-89-152-25  | Arbeiterhaus mit Kleinstökonomie                                      |
| Ramsdorf 1 (Standort)                                                         | Bundwerkstadel (Südflügel des ehemaligen Vierseithofes)                         | mit reichen Zierformen, bezeichnet mit dem Jahr 1819. | D-1-89-152-287 | BW                                                                    |
| Ranharting 6 (Standort)                                                       | Stallstadel mit Bundwerkteil (Ostflügel des ehemaligen Vierseithofes)           | Anfang 19. Jahrhundert. | D-1-89-152-232 | Stallstadel mit Bundwerkteil (Ostflügel des ehemaligen Vierseithofes) |
| Ranharting 7 a (Standort)                                                     | Hütte mit Getreidekasten und Bundwerkteil                                       | bemalt, zweite Hälfte 18. Jahrhundert und später. | D-1-89-152-275 | BW                                                                    |
| Ranharting Knappenfeld (Standort)                                             | Bildstock                                                                       | mit Laterne, Zinnen und Spitzhelm, wohl Anfang 17. Jahrhundert; nördlich von Ranharting an der B 20. | D-1-89-152-233 | BW                                                                    |
| Rothkampeln 1 (Standort)                                                      | frei aufgestellter zweigeschossiger Getreidekasten                              | bezeichnet mit dem Jahr 1792. | D-1-89-152-234 | BW                                                                    |
| Rothkampeln 1 (Standort)                                                      | Marienbildstock                                                                 | gemauert mit Bildrelief, nach Entwurf des Würzburger Architekten Albert Boßlet, von 1948/49; südlich des Hofes an der Straße. | D-1-89-152-276 | BW                                                                    |
| Salling 5 (Standort)                                                          | Kapelle                                                                         | mit Zeltdach, erbaut 1957; am westlichen Ortsrand. | D-1-89-152-236 | BW                                                                    |
| Schelleneck In der Au (Standort)                                              | Steinkreuz mit Kreuzblende                                                      | 17./18. Jahrhundert; etwa 200 m südlich von Schelleneck am Weg nach Ranharting. | D-1-89-152-237 | BW                                                                    |
| Schlichten 6 (Standort)                                                       | Ehemaliges Wohnstallhaus                                                        | ursprünglich Teil des Einzelhofes Schlichten, um 1840 als eigene Hofstelle abgetrennt, Wohnteil mit Blockbau-Obergeschoss, im Kern Ende 17. /Anfang 18. Jahrhundert, Wirtschaftsteil modern ausgebaut; Querstadel, wohl 19. Jahrhundert, mit erdgeschossigem Getreidekasten; westlich frei stehendes Backhaus, 19. Jahrhundert. | D-1-89-152-267 | BW                                                                    |
| Schmerbach (Standort)                                                         | Bildstock                                                                       | klassizistisch, Mitte 19. Jahrhundert; am Weg nach Kirchheim. | D-1-89-152-239 | BW                                                                    |
| Stackendorf 1 (Standort)                                                      | Hofkapelle                                                                      | mit offenem Vorraum über zwei Pfeilern, erbaut 1927; mit Ausstattung. | D-1-89-152-286 | BW                                                                    |
| Steinleich 1; Steinleich 2 (Standort)                                         | Wegkapelle                                                                      | bäuerliche Neugotik, Mitte 19. Jahrhundert. | D-1-89-152-240 | BW                                                                    |
| Stetten 3 (Standort)                                                          | Vierseithof                                                                     | Wohnstallhaus in Tuffquadermauerwerk, zweigeschossig mit Kniestock, über dem Stall Bundwerk, bezeichnet mit dem Jahr 1842, nördliche Fletztür bezeichnet mit dem Jahr 1845; Hütte (Ostflügel) mit Bundwerk und Getreidekasten im Obergeschoss, um 1845; Südflügel Stallstadel mit Bundwerk, gleichzeitig; Westflügel ehemaliger eintenniger Stadel, mit Bundwerk auf der Hofseite und modernen Umbauten, erbaut 1836; zwei Hoftore.                                                   | D-1-89-152-241 | BW                                                                    |
| Traßmiething Further Feld (Standort)                                          | Privatkapelle                                                                   | über dem Eingang bezeichnet mit dem Jahr 1924; mit Ausstattung. | D-1-89-152-251 | Privatkapelle                                                         |
| Unteröd 1 (Standort)                                                          | Kleine Wegkapelle                                                               | Ende 19. Jahrhundert; zu Haus Nr. 1 gehörig. | D-1-89-152-253 | BW                                                                    |
| Waldering 1 (Standort)                                                        | stattlicher Stallstadel                                                         | mit nachträglich verschaltem Bundwerk, um 1845. | D-1-89-152-255 | stattlicher Stallstadel                                               |
| Weilham 4 (Standort)                                                          | Wohnstallhaus (Nordflügel des Dreiseithofes)                                    | zweigeschossig mit Kniestock und Putzgliederung, an der Firstpfette bezeichnet mit dem Jahr 1847, im Kern älter, über dem Stallteil beidseitig Bundwerk mit reichen Zierformen, bezeichnet mit dem Jahr 1817; Bundwerkstadel (Südflügel), Mitte 19. Jahrhundert; nordöstlich Getreidekasten, wohl erste Hälfte 19. Jahrhundert. | D-1-89-152-260 | Wohnstallhaus (Nordflügel des Dreiseithofes)                          |
| Weilham 8 (Standort)                                                          | Katholische Filialkirche St. Johannes Baptista                                  | im Kern spätgotisch, 15. Jahrhundert, nach Umgestaltung neu geweiht 1518, Turmobergeschoss 18. Jahrhundert; mit Ausstattung; Friedhofsmauer, unverputztes Tuffquadermauerwerk mit angesetzten Stützpfeilern, 16. /17. Jahrhundert, in einigen Teilen erneuert, um 1975. | D-1-89-152-258 | weitere Bilder                                                        |
| Wies (Standort)                                                               | Wieskapelle                                                                     | neugotisch, erbaut 1866; mit Ausstattung. | D-1-89-152-266 | weitere Bilder                                                        |
| Wies 3 (Standort)                                                             | Stallstadel (Westflügel des Vierseithofes)                                      | mit Bundwerk, an der Innenseite des Heubodentors bezeichnet mit dem Jahr 1848. | D-1-89-152-261 | BW                                                                    |
| Wies 4 (Standort)                                                             | Bundwerkstadel (Westflügel des ehemaligen Vierseithofes)                        | erbaut 1863. | D-1-89-152-262 | BW                                                                    |
| Wiesmühl 20 (Standort)                                                        | Ehemaliges Bauernhaus, Wohnstallhaus mit Blockbau-Obergeschoss                  | wohl noch 17. Jh, erneuert zweite Hälfte 19. Jahrhundert. | D-1-89-152-282 | BW                                                                    |
| Wilgering 3 (Standort)                                                        | Wohnstallhaus (Nordflügel des ehemaligen Vierseithofes)                         | mit verputztem Blockbau-Obergeschoss, an der Firstpfette bezeichnet mit dem Jahr 1689, im 19. Jahrhundert überformt. | D-1-89-152-281 | BW                                                                    |
| Wilgering Seefeld (Standort)                                                  | Getreidekasten                                                                  | zweigeschossig mit gleichzeitigem Überbau, an der Firstpfette bezeichnet mit dem Jahr 1758. | D-1-89-152-263 | BW                                                                    |
| Wimm Stadtfeld (Standort)                                                     | Zwei Steinkreuze                                                                | 16./17. Jahrhundert; nordwestlich des Hofes Wimm 1. | D-1-89-152-265 | BW                                                                    |

## Ehemalige Baudenkmäler
In diesem Abschnitt sind Objekte aufgeführt, die früher einmal in der Denkmalliste eingetragen waren, jetzt aber nicht mehr. Objekte, die in anderem Zusammenhang – also z. B. als Teil eines Baudenkmals – weiter eingetragen sind, sollen hier nicht aufgeführt werden. Aktennummern in diesem Abschnitt sind ehemalige, jetzt nicht mehr gültige Aktennummern.

| Lage                                      | Objekt                                                       | Beschreibung | Akten-Nr.      | Bild |
| ----------------------------------------- | ------------------------------------------------------------ | --- | -------------- | ---- |
| Tittmoning Gerberberg 8 a, 8 b (Standort) | Wohnhaus                                                     | dreigeschossig mit Satteldach, Mitte 19. Jahrhundert. | D-1-89-152-38  | BW   |
| Hörzing 2 ()                              | Bauernhaus (Altbau)                                          | mit Blockbau-Obergeschoss und traufseitiger Laube, erste Hälfte oder Mitte 18. Jahrhundert.                                                                     | D-1-89-152-171 |      |
| Kay Waginger Straße 6 ()                  | Kleinbauernhaus                                              | Wohnteil verputzt, erstes Drittel 19. Jahrhundert. | D-1-89-152-185 |      |
| Linerding 1 a ()                          | Hofkapelle                                                   | erste Hälfte 19. Jahrhundert. | D-1-89-152-202 |      |
| Ollerding 4 a ()                          | Bauernhaus, Wohnteil, ursprünglich zweigeschossiger Blockbau | 16./17. Jahrhundert, Stadelteil mit Bundwerk, um 1840/50; um 2005 transferiert und mit neu errichtetem Erdgeschoss wieder aufgebaut.                            | D-1-89-152-227 |      |
| Wilgering 1 (Standort)                    | Wohnstallhaus, Nordflügel des ehem. Vierseithofes,           | weigeschossiger Flachsatteldachbau mit Lünettenkniestock, Putzgliederung und reich gestalteter Haustür, Wirtschaftsteil mit Bundwerk, bez. 1855, im Kern älter. | D-1-89-152-312 | BW   |
| Wimm 1 (Standort)                         | Bundwerkstadel (Südflügel des Vierseithofes)                 | bezeichnet mit dem Jahr 1844. | D-1-89-152-264 | BW   |